# 金紋鏢鱸
金紋鏢鱸為輻鰭魚綱鱸形目鱸亞目河鱸科的其中一種，分布於美國中部及西南部的淡水流域，體長可達6.7公分，棲息在沙泥底質的水塘、溪流，屬肉食性，以水生昆蟲、甲殼類等為食。